# Derrick Adkins
Derrick Ralph Adkins (* 2. července 1970 New York) je bývalý americký atlet, běžec na 400 metrů překážek, olympijský vítěz v této disciplíně z roku 1996.

## Život
První úspěch v mezinárodních soutěžích zaznamenal na mistrovství světa v atletice v roce 1991 v Tokiu, kde skončil šestý v běhu na 400 metrů překážek. Stal se rovněž vítězem v této disciplíně na Univerziádách v letech 1991 a 1993. Mistrem USA se poprvé stal v roce 1994. Sezóna 1995 byla pro něho velmi úspěšná: obhájil titul mistra USA, vytvořil si osobní rekord 47,54 a vybojoval zlatou medaili na mistrovství světa v Göteborgu. Jeho nejvýraznějším soupeřem byl Samuel Matete ze Zambie. V olympijské sezóně 1996 vyhrál Matete čtyři z pěti vzájemných soubojů na 400 metrů překážek. V tom nejdůležitějším, olympijském finále v Atlantě však zvítězil Adkins. Na tento úspěch už nenavázal, na mistrovství světa v Aténách v roce 1997 vypadl nečekaně v semifinále běhu na 400 metrů překážek.